# Internationaal humanitair recht
Internationaal humanitair recht of humanitair oorlogsrecht (ook kortweg oorlogsrecht genoemd) is het recht dat geldt ten tijde van een gewapend conflict. Het internationaal humanitair recht gaat alleen over het recht dat geldt tijdens een oorlog (jus in bello) en gaat er niet om of het wel gerechtvaardigd was om die oorlog te beginnen (jus ad bellum). Ook het recht van neutraliteit valt niet onder het humanitair oorlogsrecht omdat het doel niet humanitair van aard is. Internationaal humanitair recht heeft wel betrekking op de behandeling van personen tijdens een gewapend conflict, alsmede de methoden van oorlogsvoering (waaronder verboden wapens) en het bestuur van bezette gebieden.
In het Engels worden drie termen gebruikt die vrijwel hetzelfde betekenen, te weten international humanitarian law, laws of war en laws of armed conflict. In Vlaanderen wordt veelal gekozen voor een letterlijke vertaling van de Engelse term international humanitarian law ofwel internationaal humanitair recht. Hoewel deze terminologie ook wel in Nederland gangbaar is, wordt daar eerder de term humanitair oorlogsrecht gebruikt. Zo hanteren bijvoorbeeld het Nederlandse Ministerie van Defensie en het Nederlandse Rode Kruis deze bewoording, die in feite een combinatie is van de verschillende Engelse termen.
Humanitair oorlogsrecht is, anders dan de naam doet vermoeden, niet alleen van toepassing tijdens een oorlog, maar ook tijdens andere gewapende conflicten. Wel maakt het internationaal humanitair recht soms onderscheid tussen een gewapend conflict met een internationaal karakter en met een gewapend conflict met een niet-internationaal karakter. Ook kan het humanitair oorlogsrecht nog van toepassing zijn nadat de gevechten officieel gestaakt zijn, bijvoorbeeld in het geval van bezetting loopt de toepassing gewoon door. De bronnen van het oorlogsrecht zijn gelijk aan die van het internationale recht, namelijk het verdrag, internationaal gewoonterecht, algemene rechtsbeginselen en rechtspraak. Een centrale plaats in het internationaal humanitair recht nemen de verdragen van de Geneefse Conventies in. Verder heeft internationaal gewoonterecht ook een prominente plaats in het oorlogsrecht, dit is van belang omdat staten normaal alleen gebonden kunnen worden aan regels waar zij (door middel van de ratificatie van een verdrag) zelf mee ingestemd hebben. Deze laatste eis geldt niet voor internationaal gewoonterecht, daardoor kunnen staten die geen partij zijn bij een verdrag soms toch gebonden worden aan de regels die daar in staan. Aangenomen wordt bijvoorbeeld dat grote delen van de Haagse Conventies bestaan uit internationaal gewoonterecht, waardoor zij ook verbindend zijn tegenover staten die geen partij zijn bij de originele verdragen uit 1899 en 1907.

## Geschiedenis

### Oudheid
Regels omtrent het voeren van oorlog behoren tot de oudste internationale rechtsregels. De oude Soemeriërs beschouwden oorlog reeds als iets dat door het recht moest worden gereguleerd. Dus, moesten oorlogen ingeleid worden door een oorlogsverklaring en beëindigd door een vredesverdrag. Ook garandeerden zij het recht van immuniteit voor onderhandelaars. Vergelijkbare ideeën zijn ook te vinden bij de Babyloniërs, Hettieten en Perzen uit de oudheid, die vaak bijzondere regels hadden over de verzorging van gewonden en gevangenen, of het lot van de inwoners van een capitulerende stad. Ook verboden met betrekking tot bepaalde wapens zijn terug te vinden in sommige oude teksten, zoals bijvoorbeeld de Indiase Mahabharata en de Wetten van Manu. Ook de Grieken en Romeinen hadden regels met betrekking tot het voeren van oorlog. Zij maakten daarbij echter een onderscheid tussen de barbaren en geciviliseerde volken.

### Middeleeuwen en renaissance
Tijdens de middeleeuwen werd het voeren van oorlog in Europa aan uitvoerige regels onderworpen. Aanvankelijk waren de christenen nog voornamelijk pacifistisch, daar kwam echter verandering in door het concept van de rechtvaardige oorlog van Sint-Augustinus. Het idee van de rechtvaardige oorlog werd later verder uitgewerkt door Thomas van Aquino. Onder invloed van de rechtvaardige oorlog raakten oorlog en religie met elkaar verbonden, dit leidde er onder andere toe dat het Concilie van Lateranen in 1137 het gebruik van de kruisboog aan banden willen leggen, onder andere vanwege de verschrikkelijke wonden die hij veroorzaakte. Tegen het einde van de middeleeuwen raakten, door de teloorgang van de ridderorden en de opkomst van huurlegers, de christelijke moraal en oorlog echter weer van elkaar vervreemd. Tijdens de godsdienstoorlogen die hierop volgden werden de meest grove gruweldaden begaan. Het is tegen deze achtergrond dat Hugo de Groot (1583-1645) zijn beroemde werk Over het recht van Oorlog en van Vrede schreef. Hugo de Groot was overtuigd dat het recht van toepassing was op het voeren van oorlog en dat dit recht verbindend was tegenover iedereen. Hoewel Hugo de Groot zeker niet de eerste schrijver is die schreef over het oorlogsrecht (Alberico Gentili ging hem reeds voor, en ook bij Francisco de Vitoria zijn sporen van humanitair oorlogsrecht te vinden), wordt hij toch vaak als grondlegger van het internationaal humanitair recht gezien. Hugo de Groot zou een grote invloed blijven houden op het jus in bello tot de Verlichting.

### Vroegmoderne tijd
In de 18e eeuw schreef Jean-Jacques Rousseau het boek Du Contrat Social. Daarin stelde hij dat oorlog geen relatie tussen personen is, maar een relatie tussen staten. Personen zijn daarbij alleen toevallig elkaars vijanden, niet als burgers, maar als soldaten die hun land verdedigen. Een staat kan daarbij alleen een andere staat tot vijand hebben en het doel van oorlog is het vernietigen van de andere staat, niet zijn burgers. Een staat kan daarbij de soldaten van de vijand doden, maar als zij zich overgeven worden zij weer gewoon burgers en mogen zij niet gedood worden. Het ideaal dat oorlog bedoeld is om de vijandige staat te verslaan en dat de soldaten van de vijand niet te allen tijde gedood mochten worden, zou leidend worden voor de ontwikkeling van het oorlogsrecht. Deze principes vonden hun uitwerking in de Lieber Code uit 1863. De Lieber Code was een handboek geschreven ten behoeve van President Lincoln voor gebruik in de Amerikaanse Burgeroorlog. Het beschreef uitvoerig de rechten en plichten van soldaten in de oorlog op basis van de wetten en gebruiken van de oorlog. Het besteedde daarbij aandacht aan de humane verzorging van gewonden en gevangenen, het beginsel dat geen burgerdoelen mochten worden aangevallen en de regels omtrent een staakt-het-vuren (ceasefire) en wapenstilstand (armistice). Opmerkelijk was daarbij dat de Unie onder leiding van President Lincoln de Confederatieven niet als staat erkende; in veel opzichten erkende de Lieber Code daarom meer rechten aan de partijen in een niet-internationaal conflict dan momenteel het geval is. Anderzijds waren de toegestane represailles tegen vijandigheden door burgers bijzonder verregaand.

### Oprichting van Rode Kruis
Henri Dunant was een Geneefse zakenman die in 1859 getuige was van de Slag bij Solferino tijdens de Tweede Italiaanse Onafhankelijkheidsoorlog tussen de Franse en Sardijnse soldaten onder leiding van Napoleon III en Oostenrijkse soldaten onder leiding van Frans Josef I van Oostenrijk. Dunant was gechoqueerd door de vele gewonden, doden en stervenden die op het slagveld lagen en het gebrek aan verzorging voor de vele gewonden. Dunant nam daarom zelf het initiatief om met vrijwilligers de gewonden te helpen. Dunant zou uiteindelijk in 1863 verantwoordelijk zijn voor de oprichting van het Internationaal Comité van het Rode Kruis. In oktober 1863 werd de eerste Geneefse internationale conferentie gehouden onder de auspiciën van het ICRC waarbij het Rode Kruis werd opgericht. In 1864 kwam vervolgens het Eerste Verdrag van Genève van 1864 tot stand. Het zou het eerste verdrag worden in een reeks van Geneefse Verdragen, die – in tegenstelling tot de Haagse Verdragen – het recht voornamelijk vanuit het perspectief van de slachtoffers van oorlogen beschrijven. De Geneefse Verdragen geven dus voornamelijk voorschriften die bepaalde kwetsbare groepen trachten te beschermen.

### De eerste codificaties
Halverwege de 19e eeuw zouden de eerste codificaties van het oorlogsrecht op gang komen, die de tot dan toe voornamelijk in gewoonterecht bestaande regels op schrift zouden stellen. Een eerste stap was de Verklaring van Sint-Petersburg van 1869, waarin diverse grote mogendheden besloten om een verbod te vestigen op bepaalde wapens die onnodig lijden veroorzaakten. In de preambule van de verklaring staat: 'dat de vooruitgang van de beschaving het effect dient te hebben om de rampen die verbonden zijn aan de oorlog zo veel mogelijk te verlichten; dat het enige legitieme doel van Staten tijdens een oorlog moet zijn het verzwakken van de vijand; dat het voor dit doel voldoende is om het grootst aantal personen te verwonden; dat het dit doel voorbij zou schieten indien wapens worden toegestaan die onnodig het lijden van gewonde personen zou vergroten, of hun dood onvermijdelijk zou maken; dat zulke wapens, daarom, tegen de wetten der menselijkheid indruisen.' Met deze verklaring was het - nog immer geldende - beginsel geboren dat wapens die opzettelijk onnodig lijden veroorzaken verboden zijn. De volgende stap werd in 1874 gemaakt toen Alexander II van Rusland een internationale conferentie hield om het internationaal humanitair gewoonterecht te codificeren. De partijen konden het er niet over eens worden of de voorschriften bindend waren, waardoor er alleen een niet-bindend document tot stand kwam, namelijk de Verklaring van Brussel (1874). Dit was de eerste codificatie die probeerde het gehele scala aan oorlogsrecht op papier te stellen en zou de basis vormen voor het Handboek van de wetten en gebruiken van de oorlog van het Instituut voor Internationaal Recht (beter bekend als de Oxford-handleiding van 1880). Beide instrumenten waren niet bindend tegenover staten. Toch zouden zij een grote invloed uitoefenen op de Haagse Verdragen van 1899 en 1907. Bovendien gelden sommige passages uit de Verklaring als internationaal gewoonterecht.

### De Haagse Verdragen
De Haagse Verdragen zijn – in tegenstelling tot de Geneefse Verdragen – geschreven vanuit het standpunt van de soldaat, en bevatten voornamelijk de rechten en plichten voor militairen.

### De Geneefse Verdragen
Daarna krijgt het internationaal humanitair recht onder meer gestalte in:
- de Haagse Regels inzake de Luchtoorlog (1923)
- het Handvest van de Verenigde Naties (1945)
- de Aanvullende Protocollen I en II bij de Geneefse Conventies (1977)
- het oprichtingsstatuut van het Joegoslavië-tribunaal (1993)
- het oprichtingsstatuut van het Rwanda-tribunaal (1994)
- het Statuut van Rome (1998)

## Dimensies van internationaal humanitair recht
Het internationaal humanitair recht heeft verschillende dimensies.
Allereerst schrijft het internationaal humanitair recht voor hoe mensen moeten worden beschermd die niet, of niet meer, aan het gewapende conflict deelnemen. Voorbeelden hiervan zijn zieke en gewonde militairen, burgers en krijgsgevangenen. Daarnaast moeten vrouwen en kinderen in het bijzonder worden beschermd tegen de verschrikkingen van oorlog. Kinderen onder vijftien jaar mogen bijvoorbeeld niet als soldaat worden ingezet en vrouwen verdienen extra bescherming in tijden van oorlog, bijvoorbeeld tegen seksueel geweld.
Een ander deel van het internationaal humanitair recht gaat over de middelen die verboden zijn om oorlog mee te voeren. Bepaalde wapens veroorzaken namelijk zoveel onnodig lijden, dat het gebruik van deze wapens is verboden. Bovendien is het verboden om aanvallen uit te voeren met wapens waarmee geen onderscheid kan worden gemaakt tussen militaire doelen en burgerobjecten. Een voorbeeld van een verboden wapen is het gebruik van exploderende of brandstichtende kogels.
De bepalingen uit het internationaal humanitair recht zijn gericht aan staten. Schendingen van de bepalingen van internationaal humanitair recht is daarom in beginsel een kwestie tussen de betrokken staten. Van oudsher vormen represailles (bijvoorbeeld tegen de burgerbevolking van de vijand) een van de belangrijkste correctiemethoden binnen het oorlogsrecht. Daarnaast kunnen staten elkaar dagen voor het Internationaal Gerechtshof voor schendingen van het international humanitair recht. Tot slot zijn grove schendingen (grave breaches) van de Geneefse Conventies ook een oorlogsmisdrijf, waarvoor individuen aansprakelijk kunnen worden gesteld. Voor bestraffing kan gebruik worden gemaakt van zowel nationale als internationale rechtbanken, hoven en tribunalen. Voorbeelden van internationale berechting zijn de tribunalen voor het voormalige Joegoslavië, het Rwanda-tribunaal en – sinds 2002 – het permanente Internationaal Strafhof in Den Haag.
In eerste instantie was het internationaal humanitair recht alleen bedoeld voor Staten die met elkaar in oorlog waren. Tegenwoordig komen niet alleen Staten met elkaar in conflict, maar wordt er ook gevochten tussen niet-statelijke groeperingen. In niet-internationale conflicten (ook wel burgeroorlog genoemd) vecht de Staat tegen rebellen of vechten rebellen onderling tegen elkaar. Het internationaal humanitair recht dat voortvloeit uit verdragen is echter niet zonder meer van toepassing op deze groeperingen. Wel wordt aangenomen dat als deze groeperingen expliciet aangeven zich aan het internationaal humanitair recht te houden, dat dit recht dan ook tussen de partijen in niet-internationaal conflict geldt.
Het internationaal humanitair recht vloeit voornamelijk voort uit de Geneefse Conventies en de Haagse Conventies. Het ICRC (Internationaal Comité van het Rode Kruis) houdt zich bezig met de ontwikkeling en verspreiding van het internationaal humanitair recht.